# Francis Johannes
Francis Johannes (* 17. Februar 1874 in Mittelstreu, Königreich Bayern; † 13. März 1937) war ein deutschstämmiger Geistlicher in den Vereinigten Staaten und römisch-katholischer Bischof von Leavenworth.

## Leben
Francis Johannes empfing am 3. Januar 1897 das Sakrament der Priesterweihe für das Bistum Saint Joseph in Missouri.
Am 19. Dezember 1927 wurde er von Papst Pius XI. zum Koadjutorbischof von Leavenworth in Kansas und Titularbischof von Thasus ernannt. Die Bischofsweihe spendete ihm am 1. Mai des darauffolgenden Jahres der Bischof von Saint Joseph, Francis Gilfillan; Mitkonsekratoren waren Francis Joseph Tief, Bischof von Concordia, und Augustus John Schwertner, Bischof von Wichita. Nach dem Tod von Bischof John Ward folgte er diesem am 20. April 1929 als Diözesanbischof nach.